# 玛曲县
玛曲县（藏語：རྨ་ཆུ་རྫོང，威利转写：rma chu rdzong，藏语拼音：Maqu Zong）是中华人民共和国甘肃省甘南藏族自治州下属的一个县；位于黄河第一弯曲处。与之接壤的县有：东边碌曲县、四川省若尔盖县，南边四川省阿坝县，西边青海省久治县、甘德县和玛沁县，北边青海省河南蒙古族自治县。岷山横贯，山岭重叠，海拔3600米左右。

## 行政区划
玛曲县下辖6个镇、2个乡：
尼玛镇、曼日玛镇、阿万仓镇、齐哈玛镇、采日玛镇、欧拉镇、欧拉秀玛乡和木西合乡。

## 交通
- 345国道过境。